# Wassili Nikolajewitsch Masjutin
Wassili Nikolajewitsch Masjutin (russisch Василий Николаевич Масютин; geboren 29. Januar 1884 in Riga, Russisches Kaiserreich; gestorben 25. November 1955 in Berlin) war ein russisch-deutscher Maler, Bildhauer und Architekt.

## Leben
Masjutin war der Sohn eines Generals und wuchs in Kiew und Moskau auf. In St. Petersburg besuchte er die Kadettenanstalt und die Militärschule. 1907 gab er die Soldatenlaufbahn auf und studierte von 1910 bis 1912 an der Moskauer Hochschule für Malerei, Bildhauerei und Architektur bei Sergei Wassiliwitsch Iwanow. Wladimir Majakowski und Dawid Burljuk waren Kommilitonen. Er wurde zu einem wichtigen Stecher. Von 1914 bis 1917 wurde er als Soldat eingezogen.
Masjutin wurde bei Kriegsende Lehrer an der Wchutemas. Im Russischen Bürgerkrieg emigrierte er 1920 nach Riga und im Folgejahr nach Berlin. Dort widmete er sich der Malerei, der Bildhauerei und vor allem der Graphik.
Er illustrierte vornehmlich Texte russischer Autoren: Alexander Alexandrowitsch Blok, Fjodor Michailowitsch Dostojewski, Nikolai Wassiljewitsch Gogol, Nikolai Semjonowitsch Leskow, Alexander Sergejewitsch Puschkin, Alexei Michailowitsch Remisow, Lew Nikolajewitsch Tolstoi und Iwan Sergejewitsch Turgenew. Gelegentlich entwarf er Bühnenbilder und Theaterkostüme, unter anderem für Michael Tschechow in Paris. Masjutin stand unter dem Einfluss der zeitgenössischen Kunstströmungen wie Symbolismus, Surrealismus und Expressionismus. Er publizierte auch eigene ins Deutsche übersetzte Novellen, Erzählungen und Romane. In den 1930er Jahren hatte er auch Aufträge als Gebrauchsgrafiker. 1939 bis 1943 stellte er beim Verein Berliner Künstler aus. 1945 wurde er von der Sowjetischen Militäradministration für mehr als ein Jahr im Speziallager Sachsenhausen inhaftiert unter der Beschuldigung von Kontakten zu ukrainischen Nationalisten. Ende der 1940er Jahre führte er das Grabdenkmal für Michail Glinka in Berlin-Tegel aus und hatte er Aufträge bei der bildhauerischen Ausgestaltung der Sowjetischen Botschaft in Berlin.

## Werke (Auswahl)
- Tomas B'juik, chudožnik-graver [1753–1828] : Opyt charakteristiki masterstva gravjury i krit. obzor proizvedenij T. B'juika. Berlin 1923. GoogleBooks
- Der Doppelmensch, Roman. Übersetzung Gustav Specht. München : Drei Masken Verlag, 1925.
- Gravjura i litografija. Kratkoe rukovodstvo. Moskau, Berlin 1922.
- Acht Holzschnitte zu Anton Tschechow: Der Persische Orden und andere Grotesken, Berlin 1922
- Holzschnitte zu Viktor Zobel: Fabeln des Aesop nach Steinhöwels erneuertem Esopus. 1938.[2]
- Holzschnitte zu Wolfgang Kraus:  Schwert und Pflug. Berlin 1939.
- Holzschnitte zu Erich Langenbucher, Sebastian Losch: Deutsche Stunden – Zeugnisse der Tapferkeit, des Glaubens und der Treue, Verlag Georg Westermann Braunschweig, Berlin, Hamburg, 1941

## Ausstellungen
- Masjutins Illustrationswerk, Kunsthaus Lübeck 1987.